# Hyale grimaldii
Hyale grimaldii är en kräftdjursart som beskrevs av Édouard Chevreux 1891. Hyale grimaldii ingår i släktet Hyale och familjen Hyalidae. Inga underarter finns listade i Catalogue of Life.